# Vivant
Vivant är ett litet socialliberalt parti i Belgien grundat 1997 av miljonären Roland Duchâtelet. Partiets huvudfrågor är medborgarlön och en radikal omställning av skattepolitiken, från skatt på arbete till skatt på konsumtion. Idag (2009) har partiet två platser i den belgiska senaten, Roland Duchâtelet och Nele Lijnen.
- Partiet ser medborgarlönen som en oskiljaktig del av minimilönen och anser att nivån bör motsvara ungefär en halv heltidslön.
- För inkomster upp till 1350 euro vill partiet ha noll procent skatt. För inkomster över 1350 euro vill partiet ha 50 procent skatt.
- Vivant har också tobinskatt, personliga frihetsfrågor, miljöfrågor och direktdemokrati som prioriterade områden.